# 加拿大女足無人機醜聞
加拿大女足無人機偷拍醜聞是指2024年7月25日加拿大女足對陣紐西蘭女足的比賽開始前，紐西蘭隊方面曾投訴加拿大隊使用無人機拍攝該國女足訓練。加拿大方面隨後表達歉意，兩名涉事的教練組成員隆巴爾迪和曼德返回國內，主教練普里斯特曼也暫停了執教工作。

## 後續
2024年7月27日，國際足總宣布，由於此前使用無人機拍攝對手訓練，加拿大隊在巴黎奧運會小組賽中被扣除6分，罰款20萬瑞士法郎，主教練普里斯特曼被禁賽一年，普里斯特曼、隆巴爾迪和曼德一年內不得參加任何與足球相關的活動。